# Banksiinae
Banksiinae (L.A.S.Johnson & B.G.Briggs, 1975) è una sottotribù di piante appartenente alla famiglia delle Proteaceae, inclusa nella sottofamiglia Grevilleoideae e nella tribù Banksieae.

## Tassonomia
All'interno della tribù Banksiinae sono inclusi due soli generi:
- Banksia (L.f., 1782)
- Dryandra (R.Br., 1810)